# Michel Andrieu
Pour les articles homonymes, voir Andrieu.
Michel Andrieu est un scénariste et réalisateur français, né le 30 janvier 1940  à Marseille. 

## Biographie
La plus grande partie de sa carrière est télévisuelle.

## Filmographie

### Comme scénariste
- 1967 : L'Invention de Morel téléfilm  de Claude-Jean Bonnardot
- 1969 : Que ferait donc Faber ? (série) réal. par  Dolorès Grassian
- 1973 : Au bout du rouleau téléfilm  de Claude-Jean Bonnardot
- 1974 : Les Grands Détectives (série télévisée) - 2 épisodes
- 1974 : Rendez-vous dans les ténèbres  (adaptation / dialogue)
- 1974 : Le Chevalier Dupin: La lettre volée  (scénario)
- 1979 : Bastien, Bastienne
- 1984 : Le Voyage
- 1985 : Néo Polar (série télévisée) - épisode – Shangaï Skipper
- 1989 : Liberté, Libertés téléfilm  de Jean-Dominique de la Rochefoucauld
- 1989 : Le Vagabond de la Bastille
- 1992 : Pleure pas ma belle
- 1996 : Le R.I.F. (série télévisée) - épisode L'île des loups (TV series)
- 2008 : Les Vacances de Clémence
- 2009 : Le Commissariat
- 2010 : Quartier latin téléfilm

### Comme réalisateur
- 1979 : Bastien, Bastienne
- 1984 : Le Voyage
- 1985 : Néo Polar (série télévisée) - épisode – Shangaï Skipper
- 1989 : Le Vagabond de la Bastille
- 1991 : Le Peloton d'exécution
- 1992 : Pleure pas ma belle
- 1996 : Le R.I.F. (série télévisée) - épisode L'île des loups (TV series)
- 2007 : Laissez-les grandir ici! (petit documentaire)
- 2008 : Les Vacances de Clémence
- 2009 : Le Commissariat
- 2010 : Quartier latin téléfilm
- 2019 : Les Révoltés (coréalisateur : Jacques Kebadian)

### Comme acteur
- 1967 : Trotsky de Jacques Kébadian
- 1996 : Le R.I.F. (série télévisée) - épisode L'île des loups (TV series) :  L'employé Batistock